# Lista de futebolistas que jogaram mais de uma partida no mesmo dia
Este artigo traz uma lista de futebolistas que entraram em campo em mais de uma partida no mesmo dia.
O primeiro futebolista a entrar pra essa lista foi o dinamarquês Søren Lerby. Ele atuou a primeira partida, na Tchecoslováquia, por 58 minutos, quando saiu da partida para pegar um voo até a Alemanha e entrar na metade do segundo tempo numa partida da sua equipe.
Em novembro 1994, o São Paulo tornar-se-ia o primeiro clube na história a disputar duas partidas oficiais no mesmo dia válidas por torneios a nível nacional e internacional. Ambas partidas, válidas pela Copa Conmebol e Campeonato Brasileiro, foram disputadas em sequência e no mesmo estádio. Isso permitiu ao jogador Juninho Paulista tornar-se o primeiro jogador a disputar mais de uma partida num mesmo dia pela mesma equipe, bem como mais de uma partida profissional no mesmo local no mesmo dia. Ele deu 2 assistências contra o Sporting Cristal no primeiro jogo, que valeu pela Copa Conmebol, quando atuou por 32 minutos, e depois atuou mais vinte contra o Grêmio, pelo Campeonato Brasileiro, dando mais 1 assistência.
Em dezembro de 1994, o Grêmio jogou três vezes no mesmo dia, tendo vencido dois e empatado um. Esse feito o fez entrar para o Guinness Book. Os três jogos, válidos pelo Campeonato Gaúcho daquele ano foram realizados em sequência e no mesmo estádio. No total, foram utilizados 34 atletas do elenco, sendo que três deles jogaram mais de uma vez (Ciro, Rafael Jacques e Émerson).

## Lista
| # | Data       | Futebolista          | Posição       | Equipe             | Placar | Adversário               | Local                                             | Torneio                                     | Ref.  |
| - | ---------- | -------------------- | ------------- | ------------------ | ------ | ------------------------ | ------------------------------------------------- | ------------------------------------------- | ----- |
| 1 | 13/11/1985 | Søren Lerby          | Meia          | Dinamarca          | 4x1    | Irlanda                  | Irlanda Dublin Arena, Dublin                      | Eliminatórias da Copa do Mundo FIFA de 1986 | [ 3 ] |
| 1 | 13/11/1985 | Søren Lerby          | Meia          | Bayern de Munique  | 1 x 1  | VfL Bochum               | Vonovia Ruhrstadion, Bochum                       | Copa da Alemanha de 1985                    | [ 3 ] |
| 2 | 11/11/1987 | Mark Hughes          | Atacante      | País de Gales      | 0 x 2  | Tchéquia                 | Letna Stadium, Praga                              | Eliminatórias da Eurocopa de 1988           | [ 3 ] |
| 2 | 11/11/1987 | Mark Hughes          | Atacante      | Bayern de Munique  | 3 x 2  | Borussia Mönchengladbach | Olympiastadion München, Munique                   | Bundesliga                                  | [ 3 ] |
| 3 | 16/11/1994 | Juninho Paulista     | Meio-campista | São Paulo          | 3 x 1  | Sporting Cristal         | Estádio do Morumbi, São Paulo-São Paulo           | Copa Conmebol                               | [ 4 ] |
| 3 | 16/11/1994 | Juninho Paulista     | Meio-campista | São Paulo          | 3 x 1  | Grêmio                   | Estádio do Morumbi, São Paulo-São Paulo           | Campeonato Brasileiro                       | [ 4 ] |
| 4 | 11/12/1994 | Ciro                 | Centroavante  | Grêmio             | 4 x 3  | Santa Cruz               | Estádio Olímpico, Porto Alegre-Rio Grande do Sul  | Campeonato Gaúcho                           | [ 2 ] |
| 4 | 11/12/1994 | Ciro                 | Centroavante  | Grêmio             | 1 x 0  | Brasil de Pelotas        | Estádio Olímpico, Porto Alegre-Rio Grande do Sul  | Campeonato Gaúcho                           | [ 2 ] |
| 5 | 11/12/1994 | Rafael Jacques       | Atacante      | Grêmio             | 4 x 3  | Santa Cruz               | Estádio Olímpico, Porto Alegre-Rio Grande do Sul  | Campeonato Gaúcho                           | [ 2 ] |
| 5 | 11/12/1994 | Rafael Jacques       | Atacante      | Grêmio             | 1 x 0  | Brasil de Pelotas        | Estádio Olímpico, Porto Alegre-Rio Grande do Sul  | Campeonato Gaúcho                           | [ 2 ] |
| 6 | 11/12/1994 | Émerson              | Volante       | Grêmio             | 4 x 3  | Santa Cruz               | Estádio Olímpico, Porto Alegre-Rio Grande do Sul  | Campeonato Gaúcho                           | [ 2 ] |
| 6 | 11/12/1994 | Émerson              | Volante       | Grêmio             | 1 x 0  | Brasil de Pelotas        | Estádio Olímpico, Porto Alegre-Rio Grande do Sul  | Campeonato Gaúcho                           | [ 2 ] |
| 7 | 16/06/1996 | Jorge Campos         | Goleiro       | LA Galaxy          | 2 x 2  | Tampa Bay Mutiny         | Estádio Rose Bowl, Pasadena                       | Major League Soccer                         | [ 3 ] |
| 7 | 16/06/1996 | Jorge Campos         | Goleiro       | México             | 2 x 2  | Estados Unidos           | Estádio Rose Bowl, Pasadena                       | US Cup de 1996                              | [ 3 ] |
| 8 | 07/09/1999 | Juninho Pernambucano | Meia          | Seleção Brasileira | 4 x 2  | Argentina                | Estádio Beira Rio, Porto Alegre-Rio Grande do Sul | Partida amistosa                            | [ 5 ] |
| 8 | 07/09/1999 | Juninho Pernambucano | Meia          | Vasco da Gama      | 0 x 3  | Nacional do Uruguai      | Estádio Gran Parque Central, Montevidéu           | Copa Mercosul de 1999                       | [ 5 ] |